# Bucket & Skinner's Epic Adventures
Bucket & Skinner's Epic Adventures (Las Aventuras de Bucket & Skinner en Latinoamérica y España) es una serie de televisión de comedia adolescente, creada por Boyce Bugliari y Jamie McLaughlin, producida y transmitida por Nickelodeon. Fue estrenada el 1 de julio del 2011 en Estados Unidos y está protagonizada por Taylor Gray como Bucket, Dillon Lane como Skinner, Ashley Argota como Kelly, Tiffany Espensen como Piper y Glenn McCuen como Aloe. Las grabaciones comenzaron a comienzos de diciembre, aproximadamente. El 5 de julio de 2012, Ashley Argota confirmó que Nickelodeon canceló la serie quedando 8 episodios por transmitir, estos últimos episodios fueron transmitidos por el canal hermano de Nickelodeon TeenNick en Estados Unidos, mientras que en Latinoamérica se estrenaron el 3 de septiembre de 2012 y en España  el 10 de septiembre de 2012. La serie fue cancelada debido a sus muy bajos índices de audiencia, llegando al grado de incluso no transmitir por completo la única temporada en EUA, siendo el fracaso más grande de una serie de acción real de Nickelodeon, siendo la primera de varias series que Nick cancela entre los años 2012 y 2013, con una sola temporada, junto con  How to Rock, Fred: The Show, Marvin Marvin, Wendell & Vinnie y Sam & Cat.

## Argumento
La serie está centrada en dos surfistas jóvenes que deben enfrentarse a los problemas de la vida diaria. Cuando Bucket (Taylor Gray) trata de conquistar a su compañera de clase Kelly (Ashley Argota), su mejor amigo Skinner (Dillon Lane) decide nominarlo como presidente de su clase. Sin embargo, el hacerlo le traerá problemas con el súper-atleta Aloe (Glenn McCuen). Al no estar capacitado para asumir el puesto, es obligado a asociarse con la hermana menor de Kelly, Piper (Tiffany Espensen), lo que le abre una puerta para conquistar a la hermana mayor de ésta.

## Producción
Bucket & Skinner’s Epic Adventures es del productor ejecutivo Tom Lynch (The Troop, South of Nowhere), creadores/productores ejecutivos Boyce Bugliari y Jamie McLaughlin (Quintuplets, Kid Notorious) y productor ejecutivo Jonathan Stark (According to Jim) bajo el logo de The Tom Lynch Company. La serie comenzó su producción en diciembre de 2010 en Los Ángeles para dar estreno en los Estados Unidos en 2011, y globalmente en los canales de Nickelodeon alrededor del mundo. "Estamos muy contentos de estar dando inicio el nuevo año con una pizarra vibrante de las propiedades adquiridas de crédito propio y probado", dijo Cohn. "La variedad de estas nuevas series va a super-servir a nuestra audiencia con algo nuevo para todos."

## Reparto

### Principales
- Taylor Gray como Bucket.
- Dillon Lane como Skinner.[8]
- Ashley Argota como Kelly.
- Tiffany Espensen como Piper.
- Glenn McCuen como Aloe.

## Doblaje de Hispanoamérica
- Julián Reinoso como Bucket.
- Javier Naldjián como Skinner.
- Sol Nieto como Kelly.
- Natalia Pupato como Piper.
- Marcos Abadi como Aloe.
- Alvaro Pandelo como Three Pieces.

## Personajes

### Personajes principales
- Bucket (Taylor Gray) es un estudiante de décimo año en la escuela secundaria, tiene 16 años y Es el mejor amigo de Skinner. Él pasa su tiempo navegando y tratando de impresionar a Kelly, su amor platónico. Su principal competidor por el amor de Kelly es Aloe. A Aloe no le agrada Bucket porque le cortó la placa cuando tenía cinco años.

- Skinner (Dillon Lane) es el mejor amigo de Bucket y un gran surfista, tiene 16 años. No es muy brillante, tiene memoria fotográfica y sus deseos de aventuras épicas a menudo los meten a él y a Bucket en situaciones difíciles.

- Kelly Peckinpaugh (Ashley Argota) es una gran surfista. Ella es de Noveno año en la escuela secundaria tiene 15 años y trabaja a tiempo parcial en una tienda de surf y es el objeto del afecto de Bucket. Sin embargo, ella no parece darse cuenta. En el episodio "Empleos épicos" ella estaba trabajando como salvavidas junto con Aloe.

- Piper Peckinpaugh (Tiffany Espensen) es inteligente, tiene 12 años y es la hermana menor de Kelly. Ella utiliza su ingenio para conseguir lo que quiere mediante la presentación de diversos planes furtivos. Es la villana de la serie, incluso todos la consideran más cruel y malvada que Aloe. Ella está enamorada de Skinner y odia a Bucket por razones desconocidas.

- John "Aloe" Aloysius (Glenn McCuen) es el rival de Bucket, y el antagonista principal de la serie. Él es muy engreído y utiliza su dinero y la popularidad para avergonzar a Skinner cada vez que tiene la oportunidad. Él está casi siempre acompañado por un estudiante llamado Sven. Aloe parece que le gusta el baile de la cinta como se muestra en "Epic Dance". Él es el capitán del equipo de surf del equipo universitario. Tiene un hermano de 8 años de edad, como se menciona en "Chicas épicas". Él también tiene sentimientos por Kelly y por las chicas que siempre ve y quiere conquistar.

- Three Pieces es el tío de Bucket y el dueño de la tienda de surf local. Él es el primer campeón de surf y siempre está tratando de impresionar a las demás. En el episodio "Bailarín épico", reveló que él consiguió su apodo después de que su tabla de surf se partió en tres pedazos mientras estaba surfeando en una ola gigante. Él es amigo de todos los amigos de Bucket. En "Musical epico", demuestra ser un gran cantante.

### Personajes recurrentes
- Sven (D.C. Cody) es el mejor amigo de Aloe. No es muy brillante.

## Episodios
Al igual que The Troop, otra serie original de Nickelodeon que no tuvo tanto éxito, logró transmitir sólo 33 episodios de los 40 episodios confirmados divididos en 2 temporadas, la serie se empezó a transmitir en el canal hermano Nicktoons que emitió los episodios restantes que no fueron transmitidos por Nickelodeon. Bucket & Skinner's Epic Adventures se empezó a transmitir por TeenNick el 22 de diciembre de 2012, y el resto de los episodios se empezaron a transmitir del 27 de marzo al 1 de mayo de 2013. Nickelodeon sólo transmitió 18 episodios de los 26 de la serie.
| Temporada | Temporada | Episodios | Estados Unidos     | Estados Unidos    | Hispanoamérica          | Hispanoamérica          | España                   | España              |
| Temporada | Temporada | Episodios | Comienzo           | Final             | Comienzo                | Final                   | Comienzo                 | Final               |
| --------- | --------- | --------- | ------------------ | ----------------- | ----------------------- | ----------------------- | ------------------------ | ------------------- |
|           | 1         | 26        | 1 de julio de 2011 | 1 de mayo de 2013 | 3 de septiembre de 2012 | 17 de diciembre de 2012 | 10 de septiembre de 2012 | 21 de junio de 2013 |